# Ludòvic Malatesta de San Mauro
Ludòvic Malatesta de San Mauro fou fill de Joan Malatesta de Chiazzo, i fou consenyor de San Mauro, Monleone, Calbana, Calbanella, Ginestreto, Secchiano i Castiglione. Mort després del 1402. Va deixar tres fills: Joan II Malatesta de San Mauro, Violant i Isabel·la.